# 傑克遜鎮區 (阿肯色州波普縣)
傑克遜鎮區（英語：Jackson Township）是位於美國阿肯色州波普縣的一個行政鎮區。

## 地方資料
根據2010年美國人口普查的數據，傑克遜鎮區的面積為268.70平方千米，當中陸地面積為268.60平方千米，而水域面積為0.10平方千米。當地共有人口1110人，而人口密度為每平方千米4人。